# Deceased in the East / Extirpated Live Emanations
Deceased in The East / Extirpated Live Emanations — сплит-альбом дэт/грайнд-групп Aborted и Exhumed, состоящий из песен, записанных группами в ходе их гастролей в 2002 году. Издан  в 2003 году.

## Об альбоме
Deceased in The East / Extirpated Live Emanations выходил лишь на 10-дюймовом виниле ограниченным тиражом в 500 копий, и каждая сторона соответствовала отдельной группе и отдельному концерту, что и обусловило двойное название издания. Каждой стороне соответствовала своя обложка.

## Список композиций
Сторона А — «Deceased in The East», записана группой Exhumed во время их японского тура.
| №  | Название                           | Длительность |
| -- | ---------------------------------- | ------------ |
| 1. | «Vacant Grave»                     | 3:09         |
| 2. | «Limb from Limb»                   | 4:07         |
| 3. | «Forged in Fire (Formed in Flame)» | 4:19         |

Сторона Б — «Extirpated Live Emanations», записана группой Aborted во Франции, на концерте в городе Лилль.
| №  | Название                         | Длительность |
| -- | -------------------------------- | ------------ |
| 1. | «Eructations of Carnal Artistry» | 3:35         |
| 2. | «Necro Eroticism»                | 4:10         |
| 3. | «To Roast & Grind»               | 4:57         |

## Участники записи
Aborted
- Свен «Свенчо» де Калюве — вокал
- Тийс «Тис» де Клоэдт — лид-гитара
- Ниек Верстает — гитара
- Коэн Верстает — бас
- Френк Росси — ударные

Exhumed
- Мэтт Харви — вокал, гитара
- Майк Бимс — гитара, вокал
- Бад Бёрк — бас, вокал
- Коль Джонс — ударные